# Kosovo i olympiska sommarspelen 2016
Kosovo deltog med åtta deltagare vid de olympiska sommarspelen 2016 i Rio de Janeiro. Totalt vann de en guldmedalj.

## Medaljer
| Medalj | Namn              | Sport | Gren  |
| ------ | ----------------- | ----- | ----- |
| Guld   | Majlinda Kelmendi | Judo  | 52 kg |

## Cykling
Qëndrim Guri tävlade för Kosovo i cykling, han startade i linjeloppet men slutförde det inte.

## Friidrott
Bana och väg
| Idrottare      | Gren            | Heat     | Heat      | Semifinal        | Semifinal        | Final            | Final            |
| Idrottare      | Gren            | Resultat | Placering | Resultat         | Placering        | Resultat         | Placering        |
| -------------- | --------------- | -------- | --------- | ---------------- | ---------------- | ---------------- | ---------------- |
| Vijona Kryeziu | Damernas 400 m  | 54.30    | 7         | Gick inte vidare | Gick inte vidare | Gick inte vidare | Gick inte vidare |
| Musa Hajdari   | Herrarnas 800 m | 1:48.41  | 7         | Gick inte vidare | Gick inte vidare | Gick inte vidare | Gick inte vidare |

## Judo
Två judokas representerade Kosovo i sommarspelen 2016.
| Idrottare         | Gren           | Omgång 1               | Omgång 2                  | Kvartsfinaler              | Semifinaler                | Återkval             | Final / BM                | Final / BM       |
| Idrottare         | Gren           | Motståndare Resultat   | Motståndare Resultat      | Motståndare Resultat       | Motståndare Resultat       | Motståndare Resultat | Motståndare Resultat      | Pl.              |
| ----------------- | -------------- | ---------------------- | ------------------------- | -------------------------- | -------------------------- | -------------------- | ------------------------- | ---------------- |
| Majlinda Kelmendi | Damernas −52kg | bye                    | Tschopp (SUI) W 100–000   | Legentil (MRI) W 000–000 S | Nakamura (JPN) W 000–000 S | bye                  | Giuffrida (ITA) W 001–000 | 1                |
| Nora Gjakova      | Damernas −57kg | Amarís (COL) W 100–000 | Căprioriu (ROM) L 000–002 | Gick inte vidare           | Gick inte vidare           | Gick inte vidare     | Gick inte vidare          | Gick inte vidare |

## Simning
Två deltagare tävlade för Kosovo i simning.
| Idrottare   | Gren                   | Heat         | Heat      | Semifinal        | Semifinal        | Final            | Final            |
| Idrottare   | Gren                   | Resultat     | Placering | Resultat         | Placering        | Resultat         | Placering        |
| ----------- | ---------------------- | ------------ | --------- | ---------------- | ---------------- | ---------------- | ---------------- |
| Lum Zhaveli | Herrarnas 50 m frisim  | 24.53        | 57        | Gick inte vidare | Gick inte vidare | Gick inte vidare | Gick inte vidare |
| Rita Zeqiri | Damernas 100 m ryggsim | 1:12.31 0NR0 | 34        | Gick inte vidare | Gick inte vidare | Gick inte vidare | Gick inte vidare |

## Skytte
| Idrottare  | Gren                    | Kval  | Kval | Final            | Final            |
| Idrottare  | Gren                    | Poäng | Pl.  | Poäng            | Pl.              |
| ---------- | ----------------------- | ----- | ---- | ---------------- | ---------------- |
| Urata Rama | Damernas 10 m luftgevär | 402.3 | 48   | Gick inte vidare | Gick inte vidare |